# Staffan Kvassman
Bo Staffan Kvassman, född 15 februari 1950 i Västerås församling, Västmanlands län, är en svensk präst.

## Biografi
Staffan Kvassman föddes 1950 i Västerås. Han prästvigdes för Västerås stift och blev komminister i Björskogs församling, Adelsö och Munsö församlingar och i Västerås församling. Kvassman blev därefter kyrkoherde i Kungsholms församling och senare domprost i Karlstads domkyrkoförsamling.